# Росія на зимових Олімпійських іграх 1994
XVII зимові Олімпійські ігрипроводилися у норвезькому місті  Ліллегаммер. Росія вперше брала участь у зимових Олімпійських іграх, як окрема країна. У неофіційному загальнокомандному заліку Росія посіла перше місце. 
|       | Золото | Срібло | Бронза | Всього |
| ----- | ------ | ------ | ------ | ------ |
| Росія | 11     | 8      | 4      | 23     |

## Медалісти

### Золото
| Золото |                                                                           |                     |                                           |
| №      | Спортсмени                                                                | align="center"      | align="center"\|Вид спорту (дисципліна)   |
| 1      | Сергій Чепіков                                                            | Біатлон             | Біатлон (спринт, 10 км)                   |
| 2      | Сергій Тарасов                                                            | Біатлон             | Біатлон (індивідуальна гонка, 20 км)      |
| 3      | Надія Таланова, Наталя Снитіна, Луїза Носкова, Рєзцова Анфіса Анатоліївна | Біатлон             | Біатлон (естафета 4х7, 5км)               |
| 4      | Любов Єгорова                                                             | Лижні гонки         | Лижні гонки (класичний стиль, 5 км)       |
| 5      | Любов Єгорова                                                             | Лижні гонки         | Лижні гонки (гонка переслідування, 10 км) |
| 6      | Олена Вяльбе, Лариса Лазутіна, Ніна Гаврилюк, Любов Єгорова               | Лижні гонки         | Лижні гонки (естафета 4х5км)              |
| 7      | Олександр Голубєв                                                         | Ковзанярський спорт | Ковзанярський спорт (500 м)               |
| 8      | Світлана Бажанова                                                         | Ковзанярський спорт | Ковзанярський спорт (3000 м)              |
| 9      | Олексій Урманов                                                           | Фігурне катання     | Фігурне катання                           |
| 10     | Катерина Гордєєва, Сергій Гриньков                                        | Фігурне катання     | Фігурне катання (спортивні пари)          |
| 11     | Оксана Грищук, Євген Платов                                               | Фігурне катання     | Фігурне катання (танцювальні пари)        |

### Срібло
| Срібло |                                                                    |                     |                                         |
| №      | Спортсмени                                                         | align="center"      | align="center"\|Вид спорту (дисципліна) |
| 1      | Світлана Гладишева                                                 | Гірськолижний спорт | Гірськолижний спорт (супер-гігант)      |
| 2      | Валерій Кирієнко, Володимир Драчов, Сергій Тарасов, Сергій Чепіков | Біатлон             | Біатлон (естафета 4х7, 5 км)            |
| 3      | Любов Єгорова                                                      | Лижні гонки         | Лижні гонки (вільний стиль, 15 км)      |
| 4      | Сергій Щуплецов                                                    | Фрістайл            | Фрістайл (Могул)                        |
| 5      | Наталія Мішкутенок, Артур Дмітрієв                                 | Фігурне катання     | Фігурне катання (спортивні пари)        |
| 6      | Майя Усова, Олександр Жулин                                        | Фігурне катання     | Фігурне катання (танцювальні пари)      |
| 7      | Сергій Клевченя                                                    | Ковзанярський спорт | Ковзанярський спорт (500 м)             |
| 8      | Світлана Федоткін                                                  | Ковзанярський спорт | Ковзанярський спорт (1500 м)            |

### Бронза
| Бронза |                       |                     |                                         |
| №      | Спортсмени            | align="center"      | align="center"\|Вид спорту (дисципліна) |
| 1      | Сергій Тарасов        | Біатлон             | Біатлон (спринт, 10 км)                 |
| 2      | Ніна Гаврилюк         | Лижні гонки         | Лижні гонки (вільний стиль, 15 км)      |
| 3      | Єлизавета Кожевнікова | Фрістайл            | Фрістайл (Могул)                        |
| 4      | Сергій Клевченя       | Ковзанярський спорт | Ковзанярський спорт (1000 м)            |